# Donji Murići
Donji Murići este un sat din comuna Bar, Muntenegru. Conform datelor de la recensământul din 2003, localitatea are 125 de locuitori (la recensământul din 1991 erau 367 de locuitori).

## Demografie
În satul Donji Murići locuiesc 92 de persoane adulte, iar vârsta medie a populației este de 36,5 de ani (36,0 la bărbați și 37,0 la femei). În localitate sunt 32 de gospodării, iar numărul mediu de membri în gospodărie este de 3,91.
|  |

| Demografie | Demografie | Demografie |
| An         | Locuitori  | Locuitori  |
| ---------- | ---------- | ---------- |
|            |            |            |
|            |            |            |
|            |            |            |
|            |            |            |
| 1948       | 232        |            |
| 1953       | 249        |            |
| 1961       | 246        |            |
| 1971       | 260        |            |
| 1981       | 312        |            |
| 1991       | 367        | 279        |
| 2003       | 492        | 125        |

| \| Componența etnică conform recensământului din 2003[2] \| Componența etnică conform recensământului din 2003[2] \| Componența etnică conform recensământului din 2003[2] \| Componența etnică conform recensământului din 2003[2] \| Componența etnică conform recensământului din 2003[2] \| \| ----------------------------------------------------- \| ----------------------------------------------------- \| ----------------------------------------------------- \| ----------------------------------------------------- \| ----------------------------------------------------- \| \| \| \| \| \| \| \| Albanezi \| Albanezi \| \| 111 \| 88,8% \| \| necunoscută \| necunoscută \| \| 0 \| 0% \| |             |  |     |       |
| Componența etnică conform recensământului din 2003 |             |  |     |       |
| |             |  |     |       |
| Albanezi | Albanezi    |  | 111 | 88,8% |
| necunoscută | necunoscută |  | 0   | 0%    |